# Vuelta a Castilla y León 1997
La Vuelta a Castilla y León 1997, dodicesima edizione della corsa, si svolse dal 3 al 7 agosto su un percorso di 547 km ripartiti in 5 tappe, con partenza a Valladolid e arrivo a Burgos. Fu vinta dallo spagnolo Ángel Casero della Banesto davanti al francese Laurent Jalabert e al tedesco Udo Bölts.

## Tappe
| Tappa  | Data     | Percorso                              | km    | Vincitore di tappa | Leader cl. generale |
| ------ | -------- | ------------------------------------- | ----- | ------------------ | ------------------- |
| 1ª     | 3 agosto | Valladolid > Valladolid               | 161,7 | Laurent Jalabert   | Laurent Jalabert    |
| 2ª     | 4 agosto | Zamora > Salamanca                    | 164,4 | Hendrik Van Dyck   | Hendrik Van Dyck    |
| 3ª     | 5 agosto | Ledesma > Ledesma (cron. individuale) | 25    | Ángel Casero       | Ángel Casero        |
| 4ª     | 6 agosto | Peñaranda de Bracamonte > Segovia     | 196   | Georg Totschnig    | Ángel Casero        |
| 5ª     | 7 agosto | Burgos > Burgos                       |       | Viatcheslav Ekimov | Ángel Casero        |
| Totale | Totale   | Totale                                | 547   |                    |                     |

## Dettagli delle tappe

### 1ª tappa
- 3 agosto: Valladolid > Valladolid – 161,7 km

| Pos. | Corridore        | Squadra  | Tempo    |
| ---- | ---------------- | -------- | -------- |
| 1    | Laurent Jalabert | ONCE     | 4h04'45" |
| 2    | Hendrik Van Dyck | TVM      | s.t.     |
| 3    | Endrio Leoni     | Aki-Safi | s.t.     |

| Pos. | Corridore        | Squadra | Tempo |
| ---- | ---------------- | ------- | ----- |
| 1    | Laurent Jalabert | ONCE    |       |

### 2ª tappa
- 4 agosto: Zamora > Salamanca – 164,4 km

| Pos. | Corridore         | Squadra   | Tempo    |
| ---- | ----------------- | --------- | -------- |
| 1    | Hendrik Van Dyck  | TVM       | 4h53'41" |
| 2    | Sven Teutenberg   | US Postal | s.t.     |
| 3    | Remigius Lupeikis | US Postal | s.t.     |

| Pos. | Corridore        | Squadra | Tempo |
| ---- | ---------------- | ------- | ----- |
| 1    | Hendrik Van Dyck | TVM     |       |

### 3ª tappa
- 5 agosto: Ledesma > Ledesma (cron. individuale) – 25 km

| Pos. | Corridore        | Squadra | Tempo  |
| ---- | ---------------- | ------- | ------ |
| 1    | Ángel Casero     | Banesto | 31'21" |
| 2    | Laurent Jalabert | ONCE    | a 15"  |
| 3    | Melchor Mauri    | ONCE    | a 36"  |

| Pos. | Corridore    | Squadra | Tempo |
| ---- | ------------ | ------- | ----- |
| 1    | Ángel Casero | Banesto |       |

### 4ª tappa
- 6 agosto: Peñaranda de Bracamonte > Segovia – 196 km

| Pos. | Corridore       | Squadra | Tempo    |
| ---- | --------------- | ------- | -------- |
| 1    | Georg Totschnig | Telekom | 4h53'00" |
| 2    | Ángel Casero    | Banesto | s.t.     |
| 3    | Udo Bölts       | Telekom | s.t.     |

| Pos. | Corridore    | Squadra | Tempo |
| ---- | ------------ | ------- | ----- |
| 1    | Ángel Casero | Banesto |       |

### 5ª tappa
- 7 agosto: Burgos > Burgos –

| Pos. | Corridore          | Squadra   | Tempo    |
| ---- | ------------------ | --------- | -------- |
| 1    | Viatcheslav Ekimov | US Postal | 4h25'39" |
| 2    | Ángel Edo          | Kelme     | a 1"     |
| 3    | Samuele Schiavina  | Asics-CGA | s.t.     |

| Pos. | Corridore        | Squadra | Tempo     |
| ---- | ---------------- | ------- | --------- |
| 1    | Ángel Casero     | Banesto | 18h48'27" |
| 2    | Laurent Jalabert | ONCE    | 18h50'09" |
| 3    | Udo Bölts        | Telekom | 18h50'22" |

## Classifiche finali

### Classifica generale
| Pos. | Corridore                | Squadra               | Tempo     |
| ---- | ------------------------ | --------------------- | --------- |
| 1    | Ángel Casero             | Banesto               | 18h48'27" |
| 2    | Laurent Jalabert         | ONCE                  | 18h50'09" |
| 3    | Udo Bölts                | Team Deutsche Telekom | 18h50'22" |
| 4    | Georg Totschnig          | Team Deutsche Telekom | 18h50'23" |
| 5    | Francisco Cabello        | Kelme                 | 18h50'51" |
| 6    | Melchor Mauri            | ONCE                  | 18h51'06" |
| 7    | Javier Pascual Rodríguez | Kelme                 | 18h51'09" |
| 8    | Juan Carlos Domínguez    | Kelme                 | 18h51'18" |
| 9    | Francisque Teyssier      | Gan                   | 18h51'20" |
| 10   | Manuel Beltran Martinez  | Banesto               | 18h51'35" |